# دستي هيوز (لاعب كرة قاعدة)
دستي هيوز (بالإنجليزية: Dusty Hughes)‏ هو لاعب كرة قاعدة أمريكي، ولد في 29 يونيو 1982 في توبيلو في الولايات المتحدة.

## وصلات خارجية
- دستي هيوز على موقع دوري كرة القاعدة الرئيسي (الإنجليزية)
- دستي هيوز على موقعبيزبول رفرنس.كوم (الدوري الرئيسي) (الإنجليزية)
- دستي هيوز على موقعبيزبول رفرنس.كوم (الدوري الثانوي) (الإنجليزية)
- دستي هيوز على موقع إي إس بي إن.كوم (أم.أل.بي) (الإنجليزية)
- دستي هيوز على موقع مشجعي الرسوم البيانية (الإنجليزية)